# Helene Schwärzel
Marie Helene Schwärzel (* 16. Januar 1902 in Königsberg (Preußen); † nach 1992) war eine deutsche Buchhalterin. 1944 verriet sie den Widerstandskämpfer Carl Friedrich Goerdeler, als dieser sich nach dem Attentat vom 20. Juli 1944 auf der Flucht vor der Staatsmacht befand.
Helene Schwärzel wurde 1902 als Tochter eines Rangiermeisters geboren. 1916 zog die Familie in das Seebad Rauschen. Nach dem Besuch der Volksschule arbeitete sie ab 1918 als Fahrkartenverkäuferin, Schneiderin und Haushaltshilfe. Carl Friedrich Goerdeler war zu dieser Zeit Bürgermeister von Rauschen. 1941 wurde sie Stabshelferin bei der Luftwaffe. Nach dem Attentat auf Hitler 1944 erkannte sie Goerdeler in einem Restaurant in Konradswalde bei Marienburg und meldete dies in der Flugzeugfabrik, in der sie beschäftigt war, einem Zahlmeister, der Goerdeler bis zum Eintreffen der Gestapo festhielt. Als Belohnung für ihre Denunziation erhielt Schwärzel Ende August 1944 von Hitler persönlich einen Scheck über eine Million Reichsmark (entspricht heute etwa 4,6 Millionen EUR). Der Stadt Königsberg und dem Roten Kreuz spendete sie davon je 50.000 Reichsmark. 1945 floh sie vor der Roten Armee nach Berlin.
Im Jahr 1946 wurde sie als Denunziantin vom Schwurgericht Berlin in der ersten Instanz zu 15 Jahren sowie dem Verlust der bürgerlichen Ehrenrechte auf zehn Jahre verurteilt.  Das Gericht kam zur Erkenntnis, dass sie die Tat aus Habsucht begangen hatte. Helene Schwärzel war geständig. In zweiter Instanz wurde sie zu sechs Jahren Zuchthaus verurteilt.
Außer ihr wurde kein einziger Richter, Staatsanwalt, Gestapo-Mann, Soldat oder Zivilist wegen des Justizmordes an Carl Friedrich Goerdeler verurteilt. Ihre Verteidigung übernahm, mit Zustimmung von Goerdelers Witwe Anneliese Goerdeler, dessen Freund Paul Ronge. Sie war die erste von 490 Denunzianten, die in der Nachkriegszeit verurteilt wurden.
Unter dem Titel Die Denunziantin erschienen im Mai 1993 ein Kinofilm und ein Buch. Die Bremer Historikerin Inge Marßolek und der Hamburger Filmemacher Thomas Mitscherlich erzählten gemeinsam diese Geschichte. Buch und Film machten zahlreiche Details aus dem Leben von Schwärzel bekannt, die bis dahin unbekannt waren: Nach ihrer Freilassung aus dem Zuchthaus war Schwärzel lange auf der Flucht. Sie zog nach Schweden, Berlin und Düsseldorf. Sie putzte bei Privatleuten und glaubte sich verfolgt. Ihren Verwandten und Bekannten gab sie ein letztes Lebenszeichen in den sechziger Jahren; dann galt sie lange als tot. Im Winter 1985/1986, nach zwei Jahren Suche, spürten die Historikerin Inge Marßolek und ihr Bremer Kollege Hans-Josef Steinberg sie auf. Drei Stunden lang konnten sie mit Helene Schwärzel reden. Ein zweites Treffen lehnte Schwärzel ab – sie hielt die Fremden auf einmal für „Abgesandte aus dem Reich des Bösen“ (Marßolek).
Die letzte Nachricht erhielt das Autorenteam 1992: Schwärzel, inzwischen 90 Jahre alt,   lebe in einem norddeutschen Altenheim. Einen Brief beantwortete sie abschließend: „Auch das Stück Lebensgeschichte hat seinen Wert, bitte keinen Neid! Es ist nun mal mein wertvolles Leben, Gott sei Dank!“